# Cronoscalata Cesana-Sestriere
La Cronoscalata Cesana-Sestriere è una competizione automobilistica, più precisamente una cronoscalata che si svolge dal 1961 lungo la strada che porta dal comune di Cesana Torinese in Val di Susa al colle del Sestriere per una lunghezza di 10,4 km.
La prima edizione si svolse il 6 agosto 1961 in occasione del centenario dell'Unità d'Italia. La corsa venne voluta dal presidente Emanuele Nasi e dal direttore Marcello Farina Sansone dell'Automobile Club Torino per festeggiare il centenario dell'Unità d'Italia con un evento sportivo che avesse richiamo anche estero. L'idea ebbe successo ed ebbe adesioni sia dai molti soci sportivi dell'Automobile Club Torino che da piloti italiani ed alcuni stranieri.
Fin dalla prima edizione la corsa fu valida sia per il Campionato Italiano delle cronoscalate che per il Trofeo Europeo. La prima edizione, alla quale parteciparono oltre cento concorrenti, venne vinta dal pilota campano Mennato Boffa su una Maserati 2000 "bird cage" con il tempo di 6'17"1 (velocità media 99,284 km/h) davanti al francese Regis Fraissinet su Porsche, al terzo posto giunse lo svizzero Karl Foitek su una Lotus Formula Junior.
La gara venne disputata fino al 1973 a causa della crisi energetica. Si riprese a gareggiare nel 1981 fino al 1992 ma dall'anno successivo un cedimento della carreggiata poco dopo l'abitato di Champlas du Col impedì di correre. La strada venne completamente ripristinata in occasione dei Giochi olimpici invernali del 2006 e l'anno successivo si disputò un'edizione riservata alle automobili storiche. L'edizione del 2008 venne inserita nel Campionato Italiano e dal 2009 acquisì validità anche per il Campionato Europeo.